# Durval Marcondes
Durval Marcondes (27 de noviembre de 1899-27 de septiembre de 1981) fue un psiquiatra y psicoanalista brasileño a quien se conoce como fundador del movimiento psicoanalítico de su país y como uno de los pioneros del movimiento psicoanalítico en la región. Junto a Franco da Rocha, fundó en 1927 la Sociedade Brasileira de Psicanálise, que fue la primera asociación psicoanalítica de América Latina.

## Biografía
Marcondes estudió medicina en Sao Paulo, graduándose en 1924 con la especielidad de psiquiatría. Durante sus estudios comenzó a interesarse por el psicoanálisis. Muy poco después de su graduación, en el año 1927, formó la Sociedad Psicoanalítica Brasileña junto a Franco da Rocha. De esta fundación, así como de la aparición de la primera revista de psicoanálisis, informó a Sigmund Freud y solicitó el ingreso de la joven institución a la Asociación Psicoanalítica Internacional.
Se reconoce además a Marcondes por sus aportes en salud pública y en la formación universitaria, aplicando y difundiendo las teorías de Freud en la época temprana del psicoanálisis. En 1927 inauguró un servicio de salud mental escolar en Sao Paulo. En años siguiente creó los primeros cursos y cátedras de psicología, salud mental y psicoanálisis en Universidad de São Paulo, inaugurando el ámbito de la investigación y desarrollo teórico del psicoanálisis en contexto académico en América Latina. Durante esos primeros años estuvo en contacto epistolar con Sigmund Freud.
La Sociedad fundada por él funcionó bajo el nombre de Sociedade Brasileira de Psicanálise hasta 1930, año en que Marcondes recibe una carta de Max Eitingon en la que le comunica que el congreso de psicoanálisis celebrado en Ámsterdam ha decidido adoptar internacionalmente un sistema de formación de psicoanalistas basado en tres pilares (psicoanálisis didáctico, formación teórica y supervisiones de casos) adoptado por el Instituto Psicoanalítico de Berlín que él dirigía. Marcondes propugna entonces la idea de adoptar este mismo sistema en Brasil. La sociedad se disuelve.
Marcondes se dedica entonces a organizar la formación de psicoanalistas en Brasil y a darle a ella la estructura institucional que internacionalmente se iba imponiendo. El primer psicoanalista didáctico invitado a Brasil es René Spitz, quien habría mostrado entusiasmo por un proyecto de enseñanza en Brasil. Pero debido a las revueltas que por la época se vivían en Sao Paulo, las comunicaciones epistolares se tornaron difíciles. Al parecer algún problema de tráfico de correo hizo que finalmente Spitz se decidiera a viajar a Estados Unidos, con igual misión. Durval Marcondes intentó más tarde entusismar a Abrahm Brill, quien era presidente de la Asociación Psicoanalítica Internacional, pero eso tampoco prosperó.  Luego se dirigió una vez más a Ernst Jones siempre con la solicitud de encontrar a alguien que llegara a Brasil para aportar a la formación regular de psicoanalistas. Ernst Jones volvió a acordarse de los requerimientos brasileños en el congreso psicoanalítico de Merianbad en 1935. la psicoanalista de origen judío Adhelehid Koch estaba buscando posibilidades emigrar de Alemania debido a la persecución. Aunque Koch inicialmente querís viajar a Palestina, a Estados Unidos o a Argentina, Jones le ofreció la alternativa de ir a apoyar el trabajo de Marcondes en Brasil como analista didáctica, plan que se materializó en noviembre de 1936. A partir de 1937 la psicoanalista comenzó su trabajo, primero que nada con el propio Marcomes y luego con sus colaboradores.
En el año 1944, una nueva agrupación, heredera de la primera, se refundó con el nombre de Sociedade Brasileira de Psicanálise de São Paulo y Maarcondes se convirtió en su primer presidente.
En cuanto al desarrollo teórico, los aportes de Marcondes continúan hoy formando parte de la bibliografía estándar en psicoanálisis aplicado a la clínica infantil y a la educación.

## Obras (selección)
- A higiene mental escolar por meio da clínica deorientação infantil. Revista de Neurologia e Psiquiatria de São Paulo, 7(6),1941(a).
- Contribuição para o problema do estudo dos repetentes da escola primária: condições físicas, psíquicas e sociais. Revista de Neurologia e Psiquiatria de São Paulo, 7(6), 1941(b)
- Clínica de orientação infantil: suas finalidades e linhas gerais de sua organização. In: D. B. Marcondes (Org.), Noções gerais de higiene mental da criança. São Paulo: Livraria Martins, 1946(a)
- Noções gerais de higiene mental da criança. São Paulo: Martins, 1946 (b).